# Múscul extensor llarg del dit gros del peu
El múscul extensor propi del dit gros del peu o extensor llarg del dit gros del peu (musculus extensor hallucis longus), és un múscul del cos humà que està situat en el compartiment anterior de la cama; concretament, entre el múscul tibial anterior –per dins– i el múscul extensor llarg dels dits del peu –per fora–. La seva contracció provoca el moviment d'extensió de les falanges del dit gros del peu sobre el metatars, i assisteix en la inversió del peu.
La paràlisi d'aquest múscul ocasiona la flexió de l'articulació interfalàngica distal.

## Insercions
S'origina en la superfície anterior de la meitat inferior del peroné i, al mateix nivell, en la membrana interòssia. Ocasionalment, en el seu origen, apareix unit a l'extensor llarg dels dits del peu.
Les fibres descendeixen i acaben en un tendó que ocupa la vora anterior del múscul, passa a través del compartiment del lligament anul·lar anterior del tars, creuant des del costat lateral cap al costat medial dels vasos tibials anteriors, a prop de la corba del turmell. Finalment, s'insereix en la base de la falange distal del dit gros del peu. Normalment s'insereix a la base de la falange proximal una expansió del costat medial del tendó.
A cada costat de la zona de l'articulació metatarsofalàngica, el tendó presenta una petita prolongació que cobreix la superfície de l'articulació.

## Innervació i irrigació
Els vasos tibials anteriors, que l'irriga, i el nervi peroneal profund, que l'innerva, se situen entre ell i el múscul tibial anterior.

## Galeria d'imatges

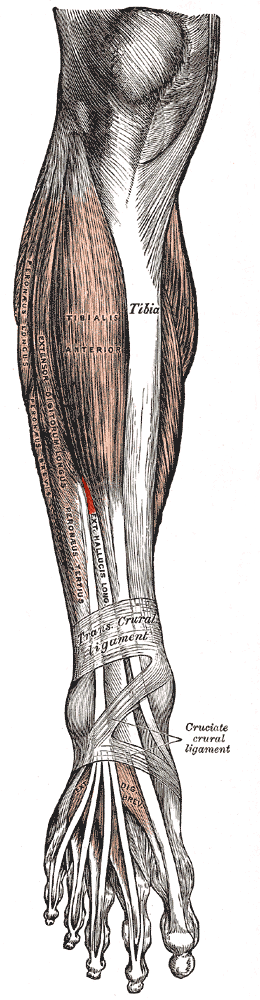
El tendó del múscul extensor llarg del dit gros del peu, situat entre el tibial anterior i l'extensor llarg dels dits del peu.
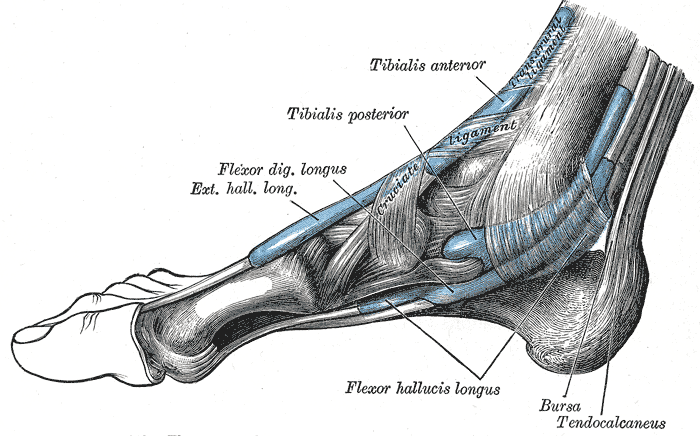
Les beines mucoses dels tendons del turmell. Cara medial.
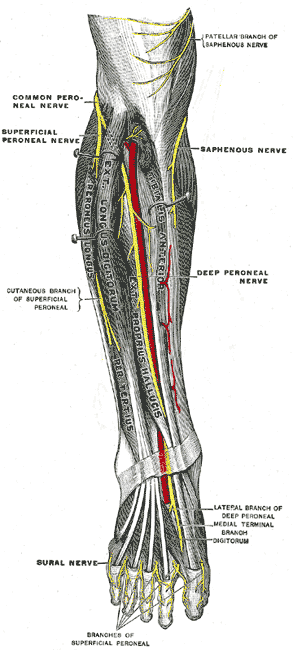
Nervis profunds de la cara anterior de la cama.
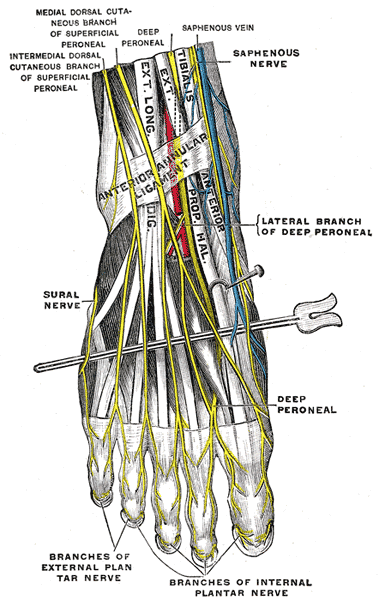
Nervis de la part dorsal del peu.